# Antonio Maccari
Antonio Maccari fou un compositor italià del segle xviii que fou cantor de la capella ducal de la basílica de Sant Marc de Venècia. Feu representar les seves obres: Lucrezia romana in Constantinopoli (Venècia, 1737) i La contessina (1743), òpera bufa; a més, va escriure, diverses obres de caràcter religiós.